# Virrey del Reino lombardo-véneto

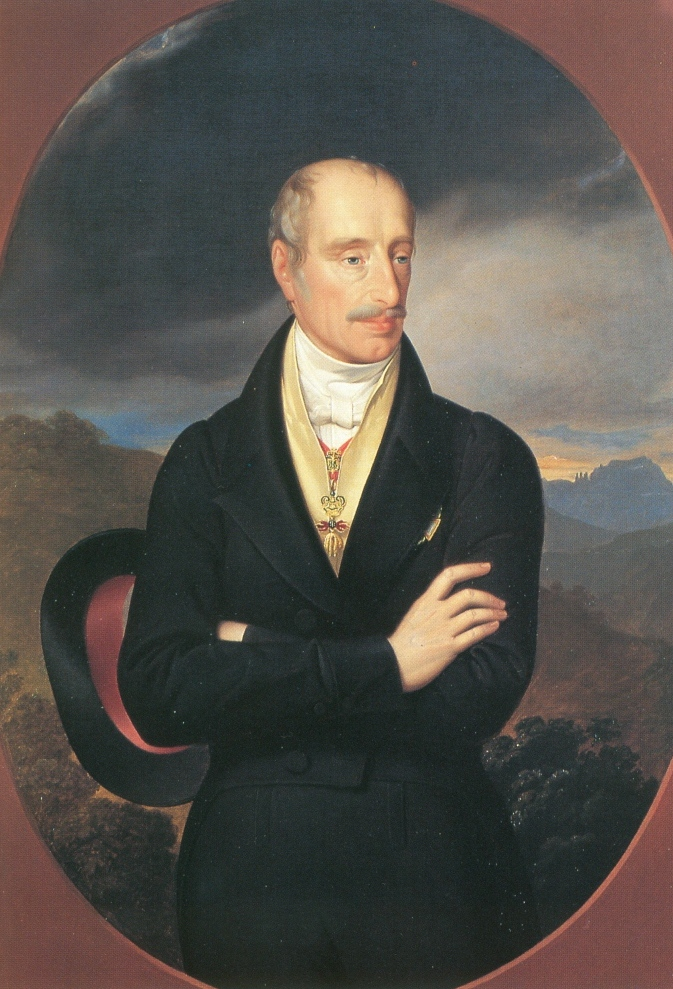
Retrato del archiduque Rainiero de Austria, hermano de Francisco I de Austria, que fue virrey durante 30 años (1818-1848). (Retrato en la década de 1840).

El virrey del Reino lombardo-véneto era el cargo más importante dentro de ese reino, parte del Imperio austríaco, inmediatamente después de su soberano, el Emperador de Austria como rey de Lombardía-Venecia.

## Historia
El cargo fue formado por medio del mismo acto jurídico por el que Francisco I, emperador de Austria, formó el Reino lombardo-véneto, la Patente Imperial de 7 de abril de 1815.
Por medio de un acto denominado Determinazione datada en 7 de marzo de 1816, Francisco I de Austria nombró como virrey a su hermano el archiduque Antonio de Austria. Dos años después, el mismo soberano nombraría como virrey a su hermano Rainiero por Patente de 3 de enero de 1818.
Uno de los puntos álgidos de la figura del virrey se produjo en el momento de la coronación de Fernando I de Austria como rey de Lombardía-Venecia en 1838. Durante las ceremonias y festividades el virrey tomó el segundo puesto tras el soberano y su consorte, Mariana de Cerdeña.
El cargo sería sustituido como consecuencia de la Primera guerra de la independencia italiana, el 2 de mayo de 1848 en que se nombró una comisión imperial plenipotenciaria presidida por el mariscal Alberto de Montecuccoli-Laderchi.

Tras la Primera guerra de la independencia italiana, y tras los problemas del encaje del Reino lombardo-véneto, fue propuesto como figura de referencia en el proyecto de constitución de Luigi Pasini para el Reino lombardo-véneto, que le dedicaba su artículo 84, dentro del título sobre el poder ejecutivo:
Art. 84 - El poder ejecutivo pertenece exclusivamente al Emperador y al Rey, tanto en lo que respecta a todo el Imperio como en lo que respecta al Reino. el Imperio como respecto del Reino. En los asuntos del Reino, el Emperador y Rey está representado por un Virrey que reside en el Reino.
Los poderes del Virrey con respecto a los asuntos del Reino son los del Emperador y Rey. Tanto el Emperador y Rey y su Virrey ejercen el poder ejecutivo a través de ministros responsables, los empleados y nombrados dependientes de ellos.

Art. 85 - El Virrey es revocable a voluntad por el Emperador y Rey; ejerce el poder que se le delega hasta que sea revocado o sustituido.
El proyecto de constitución no sería adoptado y quedó meramente en un intento del sector moderado de aunar la italianidad del Reino con la continuidad con el Imperio austríaco.
En 1857, sería nombrado un archiduque hermano de Francisco José I de Austria, Fernando Maximiliano (después elegido emperador de México como Maximiliano I), no como virrey sino como gobernador general.

## Descripción
Se trataba de un puesto con carácter principalmente representativo y administrativo. Debía de ser elegido de un príncipe de la Casa de Austria.  
En líneas generales las instituciones del Reino lombardo-véneto dependían directamente de los dicasterios aúlicos del Imperio austríaco, situados en Viena. No obstante el virrey poseía algunos poderes vagamente esbozados en una carta reservada enviada por el archiduque Raniero, como virrey del Reino lombardo-véneto a los miembros de su cancillería Cancillería del Virrey), fechada en 22 de junio del mismo año de su nominación, 1818. En este documento el virrey se reservaba la decisión sobre distintos temas entre los que destacan: algunas cuestiones políticas, asignaciones de pensiones, fondos comunales, construcción de edificios o nombramiento de alcaldes (podestá), salvo aquellos de Milán y Venecia, así como los de otros oficiales políticos del Reino. Por otro lado, en el plano legislativo, aportaba sus comentarios al ejercicio que de este poder realizaba el emperador de Austria a través de los ya nombrados dicasterios aúlicos.  
Para poder llevar a cabo sus funciones, contaba con la mencionada cancillería del Virrey (cancelleria del Vicerè) que, en el último año en que existió la posición de virrey (1848) se componía de: 3 Imperiales y reales consejeros áulicos actuales, 2 Imperiales y reales secretarios aúlicos, 2 Imperiales y reales concepisti aúlicos; así como un departamento de Registro, protocolo y expedición, compuesto a su vez por un director, un adjunto, un Imperial y real registrador aúlico, 6 cancellisti aúlicos y 2 Imperiales y reales insirvienti aúlicos.
Además, en ese mismo año de 1848, el virrey presidía otras altas instituciones del Reino como la Imperial y Real Junta del Censo.

### Individuales
1. ↑  Lorenzoni, Antonio; Po, Luigi (1835). «Capitolo IV». Instituzioni del diritto pubblico interno pel Regno lombardo-veneto: 1 (en italiano). coi tipi della Minerva. pp. 41-42. Consultado el 22 de junio de 2023.
2. ↑  Austria, Francisco I de. «Patente Imperiale Istitutiva Del Regno Lombardo-Veneto (1815)». Universidad de Turín (en italiano).
3. ↑  Austria, Francisco I de. «patente 7 aprile 1815». Lombardía (en italiano).
4. ↑  Austria, Francisco I de. «determinazione 7 marzo 1816». Lombardía (en italiano).
5. ↑  «(N. º 30) Nomina di S.A.I. l'arciduca Antonio in viceré del regno». Atti del governo di Lombardia. Parte prima dal 1° gennajo al 30 giugno 1816. N. 1 al n. 8 (en italiano). Milán: Imperiale e Regia Stamperia. 1816. p. 214.
6. ↑  Austria, Francisco I de. «patente 3 gennaio 1818». Lombardía (en italiano).
7. ↑  «(N. º 1) Nomina di S.A.I. il signor arciduca Raineri in viceré del regno lombardo-veneto.». Raccolta degli atti del Governo e delle disposizioni generali emanate dalle diverse autorità in oggetti sì amministrativi che giudiziari. Patenti e notificazioni del governo di Lombardia (en italiano) I. Imperiale e Regia Stamperia. 1818. pp. 1-2.
8. ↑  Itinerario del viaggio da Vienna a Milano e descrizione del cerimoniale per il solenne ingresso in questa città dell'Augusto Imperatore Ferdinando I. e di S. M. l'Imperatrice per l'incoronazione che avrà luogo nel giorno 6 settembre 1838 coll'indicazione delle giornalieri feste che furono determinate (en italiano). Tip. di Francesco Artaria e C°. 1838. pp. 6, 8. Consultado el 4 de noviembre de 2022.
9. ↑  Cerimoniali per le solennità dell'incoronazione di S.M.I.R.A. Ferdinando I in re del Regno Lombardo-Veneto (en italiano). I.R. Stamperia. 1838. Consultado el 4 de noviembre de 2022.
10. ↑  Pasini, Luigi. «Statuto particolare del Regno lombardo-veneto che ne determina la costituzione e ne fissa i rapporti coll’Impero». Universidad de Turín (en italiano).
11. ↑  «Manuale del Regno Lombardo-Veneto per l'anno 1858». Manuale del Regno Lombardo-Veneto (en italiano) (Imperiale e Regia Stamperia): 319. 1858.
12. ↑  Spaepen, Bruno (2003). ««Governare per mezzo della Scala». L'Austria e il teatro d'opera a Milano». Contemporanea 6 (4): 593-620. ISSN 1127-3070. Consultado el 22 de junio de 2023.
13. ↑  «Manuale del Regno Lombardo-Veneto per l'anno bisestile 1848». Manuale del Regno Lombardo-Veneto (en italiano) (Imperiale e Regia Stamperia): 224-225. 1848.
14. ↑  «Manuale del Regno Lombardo-Veneto per l'anno bisestile 1848». Manuale del Regno Lombardo-Veneto (en italiano) (Imperiale e Regia Stamperia): 225. 1848.